# Hultsfreds AIK
Hultsfreds AIK var en idrottsförening från Hultsfred i Småland bildad av ungdomar på orten i april 1916. Från starten var verksamheten fokuserad på fotboll, men efterhand tillkom ett flertal olika idrotter. 1946 togs ishockey upp på programmet och kom att bli den sport föreningen lyckades bäst med. 1953 nådde man Division II som då var den näst högsta serien. Redan första säsongen nådde man en andraplats med lika många poäng som seriesegraren. Även 1954/55 tog man en andraplats, men 1955/56 gick det sämre och laget flyttades ner till Division III igen och återkom aldrig. 1973 gick fotbollssektionen samman med Malmens SK och bildade Hultsfreds FK.